# Kato (popolo)
Il popolo Kato (o Cahto) sono un gruppo appartenente ai popoli Nativi americani della California (USA). Oggi la maggior parte dei discendenti è inserita all'interno delle tribù federalmente riconosciute, nella Cahto Indian Tribe of the Laytonville Rancheria e un piccolo gruppo nella Round Valley Indian Tribes of the Round Valley Reservation.

## Nome
Il termine Cahto in Lingua Pomo settentrionale, significa "lago", e si riferisce ad un importante villaggio, chiamato Djilbi che si trovava vicino ad un lago.
I Kato si riferivano a se stessi definendosi Kaipomo.

## Storia
I Kato erano il popolo Athapasca che viveva più a sud in California, occupando la Cahto Valley e la Long Valley Caldera, e, in generale la zona sud del Blue Rock Springs Creek e tra le rive dei due bracci principali dell'Eel River. Questa regione comprende dolci colline e boschi di rovere.
All'inizio del XVIII secolo, i Cahto vivevano approssimativamente in 50 villaggi.
Le stime sul numero di indigeni, prima del contatto coi bianchi, variano notevolmente da uno studioso ad un altro. Alfred Kroeber stimava che nel 1770, la popolazione Kato fosse attorno alle 500 persone. Sherburne F. Cook stima invece un numero di 1100 individui. James E. Myers situa il numero intorno ai 500.

## Lingua
La lingua kato era una delle quattro lingue athabasca parlate nella California nord-occidentale. Si è estinta negli anni '60 del XX secolo, per un processo di deriva linguistica verso l'inglese.

## Bandiera Kato
La bandiera della nazione Cahto, ha al centro, l'impronta di un orso, circondata da un pittogramma nero che rappresenta il lago ancestrale dei Cahto. L'orma dell'orso serve ad indicare l'importanza di questo animale nella cultura Kato, essendo esso uno dei principali animali totemici.
Questa bandiera è una creazione moderna, venne adottata nel 2013.